# Цаплин, Павел Алексеевич
Па́вел Алексе́евич Цаплин (10 [23] декабря 1906 — февраль 1937) — участник Гражданской войны в Испании. Герой Советского Союза (1937, посмертно). Капитан.

## Биография
Родился 23 декабря (10 декабря — по старому стилю) 1906 года в селе Мордовское Афонькино Бугульминского уезда Самарской губернии Российской империи (ныне село Черемшанского района Республики Татарстан Российской Федерации) в крестьянской семье. Мордвин-эрзя. Получил среднее образование.
В ряды Рабоче-крестьянской Красной Армии П. А. Цаплин вступил добровольцем в 1923 году. В 1924 году закончил 17-ю Тульскую пехотную школу. Служил командиром взвода комендантской роты 1-й Казанской стрелковой дивизии, затем командовал взводом 2-го Ульяновского стрелкового полка. В 1932 году Павел Алексеевич закончил Ленинградские бронетанковые курсы. Службу нёс в Калуге в должности командира танковой роты 2-го танкового батальона 13-й лёгкой танковой бригады Московского военного округа, которая в 1935 году вошла в состав 5-го механизированного корпуса.
В октябре 1936 года капитан П. А. Цаплин в числе добровольцев был направлен в Испанию, где шла Гражданская война. Первоначально Павел Алексеевич занимался организацией обучения испанских танкистов-республиканцев в танковой школе близ города Арчена. Однако вследствие ухудшения ситуации на фронте капитан П. А. Цаплин в декабре 1936 года был назначен командиром танковой роты в бронетанковой бригаде комбрига Д. Г. Павлова («де Пабло»). Боевое крещение принял в бою с франкистами под Валенсией. В ходе боя был тяжело ранен механик-водитель Фролов, после чего танк потерял ход и остановился. Франкисты попытались взять экипаж в плен, но танкисты огнём пулемётов отбили все атаки. Попытки противника поджечь танк бутылками с зажигательной смесью также оказались неудачными. После восьми часов боя неприятель вынужден был отступить, потеряв около 60 человек убитыми. Зимой 1937 года рота Цаплина была переброшена под Мадрид и участвовала в боях на реке Хараме, где советские танкисты сыграли одну из главных ролей в отражении наступления франкистских войск. Во время одного из боёв танк капитана Цаплина был подбит. Будучи раненым, Павел Алексеевич продолжал руководить ротой и вести бой из повреждённой машины. Расстреляв весь боезапас, он взорвал свой танк и вернулся в расположение своей части. Раны показались ему несерьёзными, и он отказался от госпитализации. Однако через несколько дней у него начался столбняк. Капитана Цаплина срочно эвакуировали в госпиталь города Арчена, однако спасти его не удалось. Похоронили его на воинском кладбище города.
Постановлением Центрального Исполнительного Комитета СССР от 27 июня 1937 года за образцовое выполнение специальных заданий Правительства по укреплению оборонной мощи Советского Союза и проявленный в этом деле героизм капитану Цаплину Павлу Алексеевичу было присвоено звание Героя Советского Союза посмертно.

## Награды
- Звание Героя Советского Союза (27.06.1937, посмертно);
- орден Ленина (27.06.1937, посмертно);
- орден Красной Звезды (02.01.1937).

## Память
- Мемориальная доска в честь Героя Советского Союза П. А. Цаплина установлена на фасаде школы в селе Мордовское Афонькино Республики Татарстан.
- Именем Героя Советского Союза П. А. Цаплина названы бульвар в городе Саранске и улица в селе Мордовское Афонькино Республики Татарстан.